# Real Academia de Historia y Arte de San Quirce
La Real Academia de Historia y Arte de San Quirce, conocida por su antigua denominación Universidad Popular Segoviana (UPS), es una universidad pública y un centro de estudios locales de Segovia fundada en 1919 y miembro del Instituto de España desde 1996.
La Academia, a la que en 1997 el rey Juan Carlos I le concedió el título de Real, se dedica al estudio de la historia de Segovia y su provincia; es propietaria y sostiene la Casa-Museo de Antonio Machado; ofrece grados especializados en Historia y edita la revista de Estudios Segovianos y la colección de guías de viaje Segovia al paso, además de libros sobre materias históricas.
Está organizada en académicos numerarios, supernumerarios, de mérito y correspondientes, siendo su rector, desde 2022, Pablo Zamarrón Yuste.

## Historia

### De San Gregorio a la Universidad Popular Segoviana

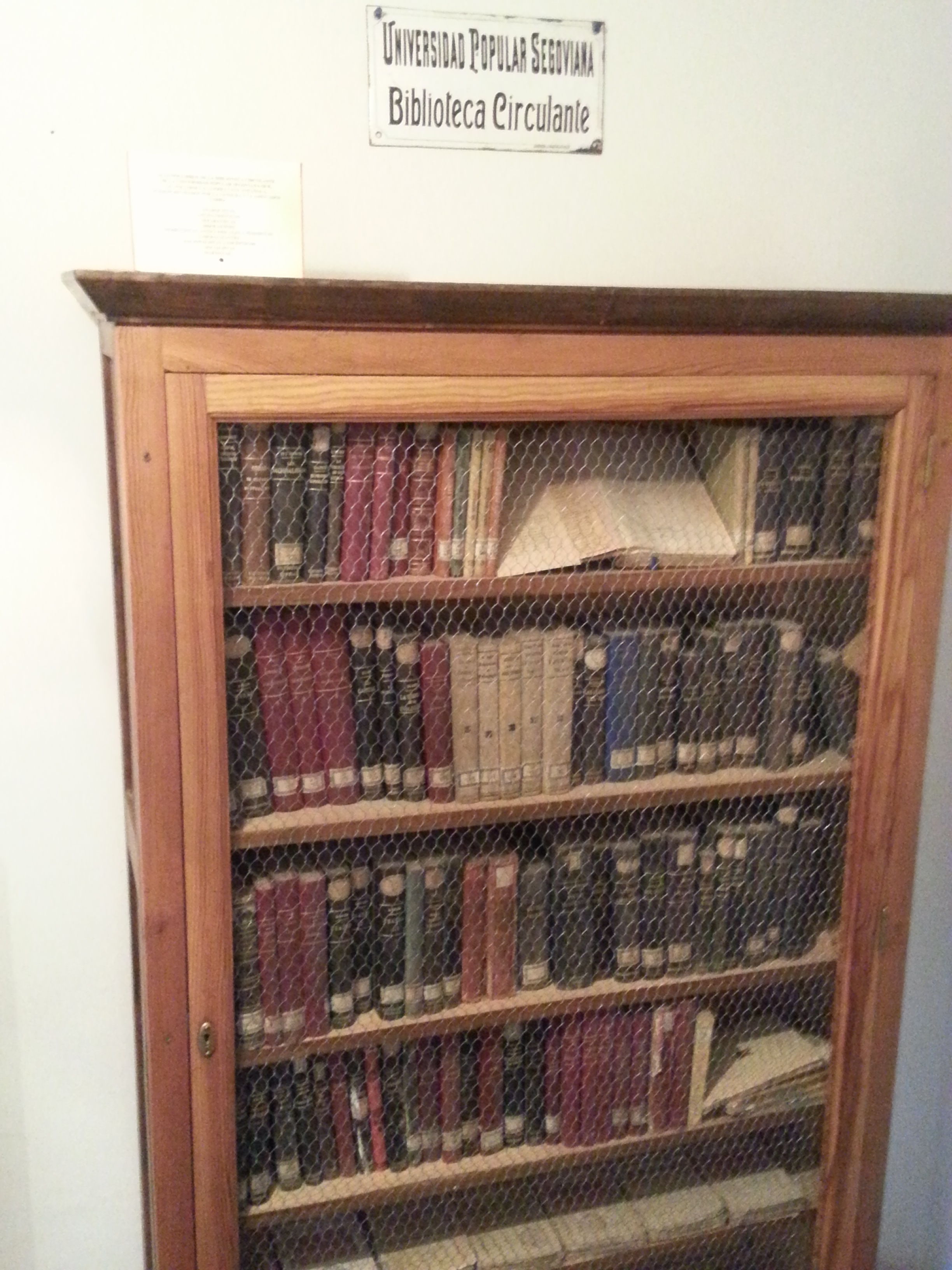
Anaquel de libros de la "biblioteca circulante" de la Universidad Popular Segoviana, conservado en la casa-museo de Antonio Machado en la calle de los Desamparados, 5 (Segovia); donde vivió el poeta entre 1919 y 1932.

Como proyección casi natural y fruto excelente de la Tertulia de San Gregorio, la Universidad Popular Segoviana fue fundada en Segovia, con carácter oficial, el 21 de noviembre de 1919 por: Antonio Machado Ruiz, poeta y catedrático de Francés; José Rodao, escritor y profesor de la Escuela Normal; Segundo Gila Sanz, médico; Francisco Romera Carrasco, profesor de Matemáticas; Florentino Soria González, profesor de Dibujo; Agustín Moreno Rodríguez, médico y catedrático de Ciencias Naturales; Francisco Javier Cabello Dodero, arquitecto; Francisco Ruvira Jiménez, profesor de Ciencias; Javier Tudela de la Orden, archivero de Hacienda; Andrés León Maroto, catedrático de Física y Química y Mariano Quintanilla y Romero, abogado y licenciado en Filosofía y Letras. Fue su primer rector Cabello Dodero.
Según el acta fundacional, nació para "promover la difusión de la cultura, ayudar al pueblo segoviano, alumbrarle nuevos caminos, elevarle espiritual y culturalmente mediante clases, cursos nocturnos para trabajadores, conferencias, biblioteca, excursiones, publicaciones, exposiciones de arte, veladas literarias", etc.
Instalada en principio en la Escuela Normal de Maestros, al ser suprimida la Escuela se trasladó al número 7 de la calle de Colón. 
Las conferencias se celebraron en el paraninfo del Instituto de Segovia, en el salón de actos y en el patio cubierto de la Diputación Provincial, en el Círculo Mercantil (Casa de los Picos) y en la Escuela Normal de Maestras. Hubo casos especiales como la presencia de Miguel de Unamuno en 1922, que necesitó el Teatro Juan Bravo.

### Alcance y repercusión

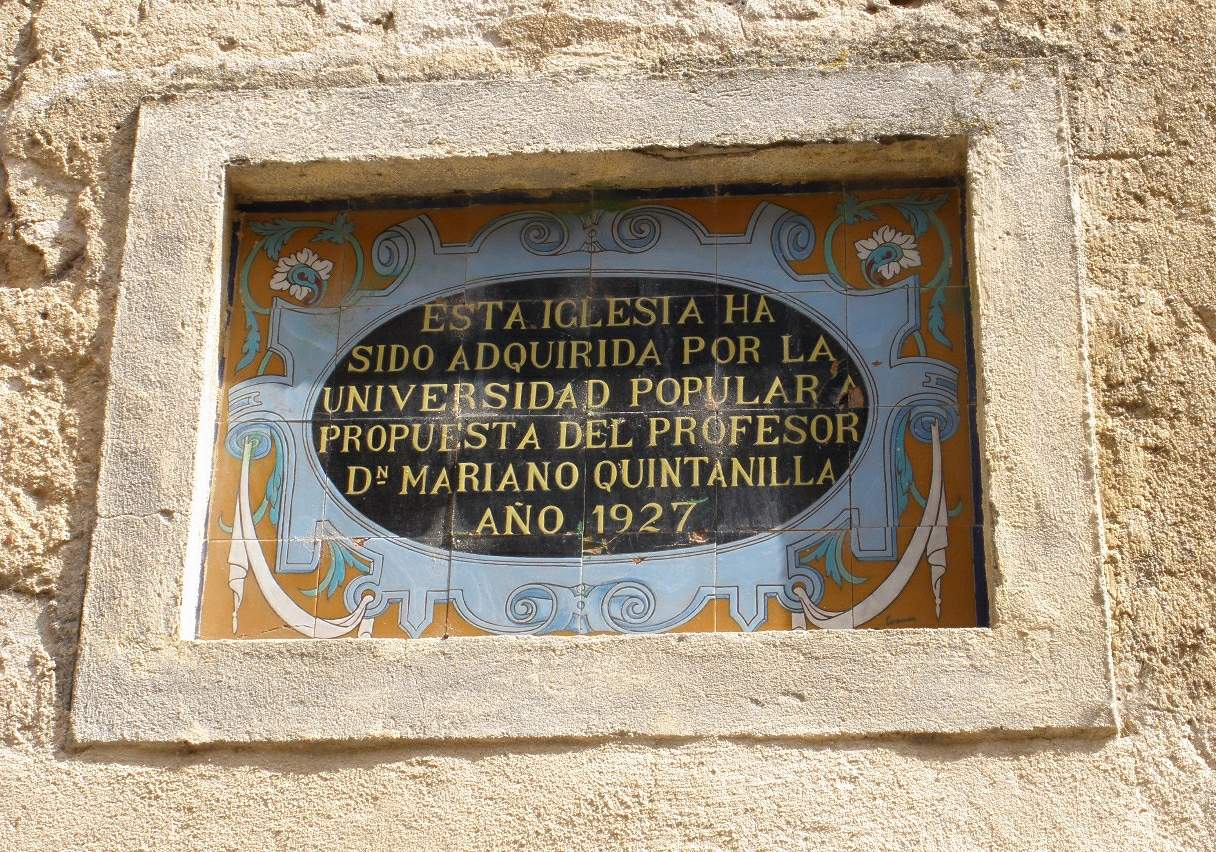
Placa de azulejos recordando la recuperación y restauración de la iglesia de San Quirce, a cargo de la Universidad Popular.

Para el desarrollo de la Universidad Popular Segoviana fue determinante la compra y restauración de San Quirce. La finca costó 7000 pesetas, y para su rehabilitación se calculó un gasto de más de 20.000. Como el presupuesto de la Universidad Popular Segoviana apenas alcanzaba las 4.000 pesetas, fue necesario pedir un crédito al Banco de España de 20.000 pesetas (con la garantía personal de los profesores Cabello, Gila, Cano de Rueda, Contreras, Gallego de Cahves, Zuloaga, Quintanilla, Ballesteros, Álvarez Cerón y Otero); crédito que a mediados de los años 30 casi se había liquidado. Más tarde, se obtuvo del Banco Hipotecario (con garantía de la finca) un préstamo de otras 20.000 pesetas, con el que se cubrieron parte de los gastos de la instalación y se abonó buena parte del crédito del Banco de España.

### Evolución posterior
En 1947 cambió su nombre de manera forzosa a Centro de Estudios Segovianos de Investigación de Arte, Historia y Poesía, albergando el Instituto Diego de Colmenares para estudios históricos.
En 1955 tomó el nombre de Academia de Historia y Arte de San Quirce, que en 1966 obtuvo su admisión como Academia Asociada al Instituto de España y en 1997 Juan Carlos I le otorgó el título de "Real". Entre sus profesores cabe mencionar a Manuela Villalpando, la primera mujer situada al mando (y reelegida varias veces) en una academia española, y a Mariano Grau, secretario perpetuo de la institución y cronista oficial de la ciudad de Segovia entre 1979 y 1986.